# Histoire littéraire de la France

Commencé en 1733 par les Bénédictins de la Congrégation de Saint-Maur qui en publièrent les douze premiers volumes (1733-1763) à l'initiative de Dom Antoine Rivet de La Grange, l'Histoire littéraire de France est un ouvrage monumental qui compte, en 2008, plus de 18 000 pages réparties sur 43 volumes. En 1814, le travail est repris et poursuivi par l'Académie des inscriptions et belles-lettres, qui en assure encore aujourd'hui la publication. De 1865 à 1892, Paulin Paris fait rééditer les seize premiers volumes sans en modifier le contenu, si ce n'est en en corrigeant les coquilles.
Après un ralentissement important dans les dernières décennies, le rythme des publications s'est récemment accéléré grâce à la décision, prise en mars 1999 par la Commission de l'Histoire littéraire de la France, de ne plus limiter la publication à l'ordre chronologique.

## Principaux maîtres d'œuvre
- tomes 1 à 9 : Dom Antoine Rivet de La Grange (1683-1749) principalement
- tomes 10 à 12 : Dom Charles Clémencet et Dom François Clément
- tomes 13 à 20 : Dom Brial  Académie des inscriptions et belles-lettres, principalement Pierre Daunou
- tomes 20 à 24 (1842-1863) : Victor Le Clerc
- tomes 25 à 31 (1869-1893) : Barthélémy Hauréau
- tomes 32 à 34 (1898-1917) : Paul Meyer
- tomes 35 à 36 (1921-1926) : Charles-Victor Langlois
- tomes 37 à 38 (1938-1949) : Mario Roques
- tomes 39 à 41 (1962-1981) : Charles Samaran

## Volumes publiés
| Volume | Date | Titre | Ex. numérisés    |
| ------ | ---- | --- | ---------------- |
| 1/1    | 1733 | Les tems qui ont précedé la naissance de Jesus-Christ, et les trois premiers siécles de l'Église | Google Books     |
|        | 1865 | Les tems qui ont précedé la naissance de Jesus-Christ, et les trois premiers siécles de l'Église. Réédition à Paris chez Victor Palmé                                                                                               | Internet Archive |
| 1/2    | 173? | Le quatrième siècle de l'Église |                  |
|        | 1865 | Le quatrième siècle de l'Église. Réédition à Paris chez Victor Palmé | Internet Archive |
| 2      | 1735 | Les cinquième siècles de l'Église (sic!) | Google Books     |
|        | 1865 | Le cinquième siècle de l'Église. Réédition à Paris chez Victor Palmé | Internet Archive |
| 3      | 1735 | Les sixième et septième siècles de l'Église | Google Books     |
|        | 1866 | Le cinquième siècle de l'Église (sic!). Réédition à Paris chez Victor Palmé | Internet Archive |
| 4      | 1738 | Le huitième siècle et partie du neuvième, jusqu'à 840, inclusivement | Google Books     |
|        | 1866 | Les huitième et neuvième siècles de l'Église. Réédition à Paris chez Victor Palmé | Internet Archive |
| 5      | 1740 | La suite du neuvième siècle de l'Église jusqu'à la fin | Google Books     |
|        | 1866 | La suite du neuvième siècle de l'Église jusqu'à la fin. Réédition à Paris chez Victor Palmé | Internet Archive |
| 6      | 1742 | Le dixième siècle de l'Église | Google Books     |
|        | 1867 | Le dixième siècle de l'Église. Réédition à Paris chez Victor Palmé | Internet Archive |
| 7      | 1746 | Les soixante-huit premières années du onzième siècle de l'Église | Google Books     |
|        | 1867 | Le onzième siècle de l'Église. Réédition à Paris chez Victor Palmé | Internet Archive |
| 8      | 1747 | Le reste du onzième siècle de l'Église | Google Books     |
|        | 1868 | Le reste du onzième siècle de l'Église. Réédition à Paris chez Victor Palmé | Internet Archive |
| 9      | 1750 | Le commencement du douzième siècle de l'Église | Google Books     |
|        | 1868 | Le commencement du douzième siècle de l'Église. Réédition à Paris chez Victor Palmé | Internet Archive |
| 10     | 1756 | | Google Books     |
|        | 1868 | La suite du douzième siècle de l'Église jusqu'à l'an 1124. Réédition à Paris chez Victor Palmé | Internet Archive |
| 11     | 1759 | La suite du douzième siècle de l'Église jusqu'à l'an 1141 | Google Books     |
|        | 1841 | La suite du XIIe siècle de l'Église jusqu'à l'an 1141. Réédition à Paris chez Firmin Didot ainsi que Treuttel et Wurtz | Internet Archive |
| 12     | 1763 | La suite du XIIe siècle de l'Église jusqu'à l'an 1167 | Google Books     |
|        | 1830 | La suite du XIIe siècle de l'Église jusqu'à l'an 1167. Réédition à Paris chez Firmin Didot ainsi que Treuttel et Wurtz | Internet Archive |
| 13     | 1814 | Suite du douzième siècle | Internet Archive |
|        | 1869 | Suite du douzième siècle. Réédition à Paris chez Victor Palmé | Gallica          |
| 14     | 1817 | Suite du douzième siècle | BSB              |
|        | 1869 | Suite du douzième siècle. Réédition à Paris chez Victor Palmé | Internet Archive |
| 15     | 1820 | Suite du douzième siècle | Internet Archive |
|        | 1869 | Suite du douzième siècle. Réédition à Paris chez Victor Palmé | Internet Archive |
| 16     | 1824 | Treizième siècle | Google Books     |
|        | 1892 | Treizième siècle. Réédition à Paris chez Victor Palmé | Internet Archive |
| 17     | 1832 | Suite du treizième siècle, jusqu'à l'an 1226 | Internet Archive |
| 18     | 1835 | Suite du treizième siècle, jusqu'à l'an 1255 | Internet Archive |
| 19     | 1838 | Suite du treizième siècle, années 1256-1285 | Internet Archive |
| 20     | 1842 | Suite du treizième siècle, depuis l'année 1286 | Internet Archive |
| 21     | 1847 | Suite du treizième siècle, depuis l'année 1296. Suppléments | Internet Archive |
| 22     | 1852 | Suite du treizième siècle | Internet Archive |
| 23     | 1856 | Fin du treizième siècle | Internet Archive |
| 24     | 1862 | Quatorzième siècle | Internet Archive |
| 25     | 1869 | Suite du quatorzième siècle | Internet Archive |
| 26     | 1873 | Suite du quatorzième siècle | Internet Archive |
| 27     | 1877 | Suite du quatorzième siècle | Internet Archive |
| 28     | 1881 | Suite du quatorzième siècle | Internet Archive |
| 29     | 1885 | Suite du quatorzième siècle | Internet Archive |
| 30     | 1888 | Suite du quatorzième siècle | Internet Archive |
| 31     | 1893 | Quatorzième siècle | Internet Archive |
| 32     | 1898 | Suite du quatorzième siècle | Internet Archive |
| 33     | 1906 | Suite du quatorzième siècle | Internet Archive |
| 34     | 1914 | Suite du quatorzième siècle | Internet Archive |
| 35     | 1921 | Suite du quatorzième siècle | Internet Archive |
| 36     | 1927 | Suite du quatorzième siècle | Internet Archive |
| 37     | 1938 | Suite du quatorzième siècle | Internet Archive |
| 38     | 1949 | Suite du quatorzième siècle | Internet Archive |
| 39     | 1962 | Suite du quatorzième siècle | Internet Archive |
| 40     | 1974 | Suite du quatorzième siècle |                  |
| 41     | 1981 | Suite du quatorzième siècle | Internet Archive |
| 42/1   | 1995 | Suite du quatorzième siècle: Z. Kaluza: Nicolas d'Autrécourt |                  |
| 42/2   | 2002 | Contributions de Christian Ménage, Christine Gadrat, Marion Schnerb-Lièvre, Maryvonne Spiesser et Alain Dufour |                  |
| 43/1   | 2005 | Contributions d'Emmanuel Poulle, Jeannine Quillet, Hélène Biu, Maryvonne Spiesser et Franck Collard |                  |
| 43/2   | 2014 | Contributions de Louis Faivre d'Arcier, Cédric Giraud, Amandine Postec, Stéphanie Aubert et Claire Martin |                  |
| 44     | 2015 | Contribution d'Hanne Lange: Odon de Morimond (1116-1161), prieur de Morimond, abbé de Beaupré en Lorraine (?-1156), abbé de Morimond (1156-1161). Thèmes et structures de son œuvre. Traités sur la symbolique des nombres. Sermons |                  |
| 45     | 2016 | Contribution d'Emanuele Arioli: Ségurant ou le Chevalier au Dragon : roman arthurien inédit (XIIIe-XVe s.) |                  |
| 46     | 2018 | Contribution de Xavier Prévost: Jacques Cujas (1522-1590) |                  |
| 47     | 2021 | Contribution d'Alain Corbellari: Oton de Grandson |                  |

### Index
| Volume   | Date | Titre                                                                                         | Ex. numérisés    |
| -------- | ---- | --------------------------------------------------------------------------------------------- | ---------------- |
| [15 bis] | 1875 | Table générale par ordre alphabétique des matières contenues dans les quinze premiers volumes | Internet Archive |
| [43 bis] | 2008 | Index des t. XVI à XLI, par Emmanuel Poulle                                                   |                  |